# Wilhelm Jacob van Bebber
Wilhelm Jacob van Bebber, född 14 juli 1841 i Grieth am Rhein, Tyskland, död 1 september 1909 i Hamburg, var en tysk meteorolog, som var avdelningsföreståndare i Deutsche Seewarte organisationen av internationellt samarbete i väderlekstjänsten. Han är också känd för sitt arbete för utforskandet av cyklonernas vanliga stråkvägar över Europa.

## Biografi
Bebber kom från en enkel bakgrund och föddes som det yngsta av tolv barn till gästgivaren Franz och hans hustru Christina van Bebber. Trots sin fars tidiga död 1853 kunde han gå på läroverket i Emmerich fram till 1864, åtta kilometer bort, efter grundskolan i Grieth. Han började sedan studera matematik och naturvetenskap i Münster och Bonn. Han avslutade studierna 1868 med examen för det högre läraryrket. 

## Karriär
Efter ett provanställningsår på gymnasiet i Kleve började han på Kreisrealschule i Kaiserslautern 1869. Under denna tid disputerade han 1871 och 1875 blev han rektor för Realschule i Weißenburg i Bayern.
År 1877 utnämndes han till riksinstitution Deutsche Seewarte i Hamburg och tog direkt över som föreståndare för avdelningen för kustmeteorologi och 1879 blev han chef för avdelningen. Bebber utnämndes till professor 1890, en position han innehade till 1907 då han avgick av hälsoskäl och dog två år senare.

## Vetenskapligt arbete

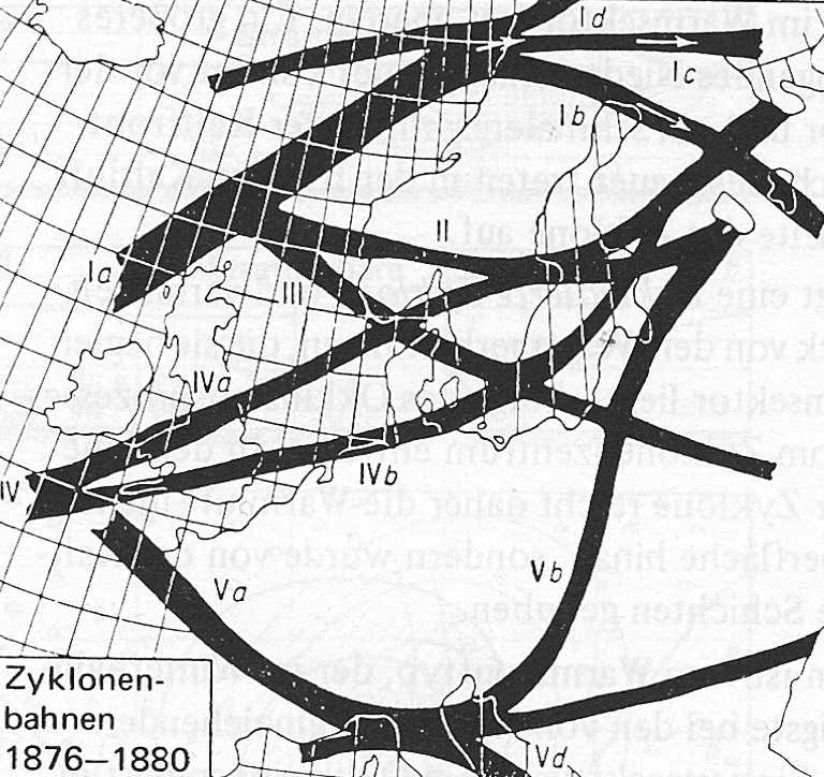
Lågtrycksbanor enligt van Bebber

I sin doktorsavhandling 1871 beskrev han en jämförelse av svåra vintrar i Europa mellan 1826 och 1871 med parallella milda vintrar i Amerika. På det sättet försökte han bevisa tesen att människor inte kan förändra klimatet som helhet.
Bebber har publicerat över 200 vetenskapliga verk. På Seewarte skrev han en tidig lärobok om meteorologi och gjorde de första väderkartorna och väderprognoserna, som också innehöll stormvarningar. Han hade därmed också lagt en viktig grund för den offentliga väderprognostjänsten från 1906 och framåt.
I sina klimatbeskrivningar undersökte han återkommande banor för lågtrycksområden i Europa för att förbättra väderprognoserna och kategoriserade dessa stora väderförhållanden med de romerska siffrorna Ia till VIb, av vilka några fortfarande används än idag. Framför allt är vädersituationen Vb känd, vilket ofta leder till väderkatastrofer med översvämningar av Donau och Oder. Här rör sig en låg med ofta kraftig nederbörd från Medelhavet över östra Centraleuropa till nordöstra Europa. Dessutom spelar IVb längs Nordsjön och Östersjöns kuster en roll i dagens meteorologi, men kallas annorlunda, de andra banorna är inte särskilt vädereffektiva och relativt sällsynta, med vilka endast termen fem-B efter Bebber har etablerat sig som sådan.

## Utmärkelser och hedersbetygelser
- Röda örns orden
- Preussiska Kronorden

[Redigera Wikidata]
År 2009 namngavs en gata i Kalkar-Grieth efter honom.